# Buslijn 66 (Rotterdam)
Buslijn 66 is een buslijn in de gemeente Rotterdam, die wordt geëxploiteerd door de RET. De lijn verbindt het winkelcentrum en OV-knooppunt Zuidplein via de Lange Hilleweg door de wijk Bloemhof met de wijk Feijenoord en is een zogenaamde "frequentbus" (tegenwoordig 6-4-2), wat inhoudt dat de lijn op maandag tot en met vrijdag overdag ten minste elke tien minuten rijdt.

## Geschiedenis
Van 1 februari 1965 tot en met 1 september 1967 bestond ook al een lijn 66 die reed tussen de Honingerdijk en IJsselmonde. Op 2 september 1967 werd deze lijn in het kader van de hernummering van het lijnennet vernummerd in lijn 48. 
De tweede buslijn 66 werd in dienst gesteld in het kader van de opening van de metro van Rotterdam in 1968. Op 29 januari 1968 wordt de lijn (Pendrecht - Zuidplein - Stieltjesplein) ingesteld. De route in Pendrecht is als volgt: Zuiderparkweg - Slinge - Krabbendijkestraat - Sliedrechtstraat - Stavenissestraat - Ossenisseweg (eindpunt, gelegen tussen Stavenissestraat en Hontenissestraat). Terug via Ossenisseweg - Krabbendijkestraat - Slinge - Zuiderparkweg.
Vanaf 26 oktober 1974 rijden de bussen langs Valckensteyn. Route (vanaf het beginpunt): Ossenisseweg - Krabbendijkestraat - Nieuw-Vossemeerweg - Burghsluissingel - Ossenisseweg - Krabbendijkestraat - Slinge - Zuiderparkweg.
In 1994 wordt de Krabbendijkestraat gereconstrueerd en rijdt lijn 66 tijdelijk via de Stavenissestraat. Met ingang van 2 juni 1996 komt de lus door de Stavenissestraat te vervallen en wordt het eindpunt verlegd naar de Krabbendijkestraat. Route: Zuiderparkweg - Slinge - Krabbendijkestraat (eindpunt, gelegen tussen de Nieuw-Vossemeerweg en het viaduct van de havenspoorlijn). Terug via Krabbendijkestraat - Nieuw-Vossemeerweg - Burghsluissingel - Ossenisseweg - Krabbendijkestraat - Slinge - Zuiderparkweg. Op 23 mei 2004 rijdt buslijn 66 na 36 jaar voor het laatst door de wijk Pendrecht en wordt de route ingekort tot vanaf het Zuidplein.
Het eindpunt aan de andere kant van de lijn heeft in het begin gelegen aan het Stieltjesplein in Feijenoord. Later heeft het eindpunt ook gelegen bij de Peperklip, op het Wilhelminaplein, bij Rijnhaven, Katendrecht en vanaf 2005 weer steevast in Feijenoord waar een lus in één richting wordt gereden. Dit in tegenstelling tot vroeger toen het traject in beide richtingen werd bediend. Sinds 17 november 2014 is het eindpunt in de Damstraat en sinds de jaardienst 2015 is de route verkort, waarbij niet meer via de Piekstraat en over de Piekbrug wordt gereden.

## Trivia
Bij het eindpunthuisje van het personeel in Pendrecht hing jarenlang een bordje Route 66 waar de chauffeurs hun lijn graag mee vergeleken.